# Message
Pour les articles homonymes, voir Message (homonymie).
Pour les articles ayant des titres homophones, voir Messages (homonymie).
Un message est un ensemble de signes. Il implique donc un codage par l'émetteur, et un décodage par le récepteur (d'où la nécessité d'un code commun). La théorie de l'information fut mise au point pour déterminer mathématiquement le taux d’information transmis dans la communication d’un message par un canal de communication, notamment en présence de parasites appelés bruits. Il fut repris par Roman Jakobson pour étayer la théorie linguistique.

## Dans la théorie de l'information et de la communication
Les premiers travaux sur la notion d’information de Claude Shannon, Ralph Hartley, Warren Weaver, Harold Lasswell, Werner Meyer-Eppler... ont permis de mieux comprendre les systèmes de structuration d’un message : ils ont entraîné de nombreuses recherches sur les moyens de traitement de l’information et donc sur un concept directement lié à l’informatique. Ils ont même rejoint la sphère paradigmatique des grandes théories qui furent utilisées pour expliquer l’univers.
Le message, c’est-à-dire l’élément constitutif de toute communication, ne doit plus être considéré pour son contenant (le signal) mais pour son contenu (l’information). L’information est la mesure a priori de l’originalité d’une situation, du caractère probable ou improbable de tel ou tel événement.
Comme cette information est quantifiable selon les calculs de probabilité, la théorie s’est trouvée converger de façon spectaculaire vers des formalismes mathématiques déjà employés dans les équations fondamentales de la thermodynamique (l’information étant alors assimilée à une forme d’organisation). Abraham Moles a proposé des applications statistiques de la théorie de l’information à la musique.

## Dans la théorie linguistique
Dans la communication, le message peut être verbal ou paraverbal, c’est-à-dire linguistique, comme il peut être sémiologique, etc.
Un message est dit « verbal » lorsqu'il est fait dans une symbolique écrite ou orale, impliquant une concision et des normes communes (une langue, ou plus généralement un langage) le dépassant. Cela inclut l'écriture, la langue des signes, la voix... L'art de conceptualiser ce message dans un langage afin de minimiser les interférences est appelé rhétorique. Il est dit « non verbal » lorsqu'il se base sur la compréhension implicite (culturelle souvent) de gestes, de couleur, ou d'odeur, non conceptualisé par un langage, formalisme le dépassant. Dans toutes ces situations, émetteur et récepteur doivent partager le même code, afin que le message soit compréhensible.
Pour la communication verbale par exemple, il va de soi que les deux parties d'une conversation doivent parler la même langue : la langue est avant tout un code conventionnel entre les membres d'une communauté.
La communication paraverbale, appelée aussi la kinésique, s'exprime à partir de signes d'expression faits par les mains, le visage, ou le corps en général. Là aussi, la communication suppose l'existence d'un code commun entre les parties. Ce code est conventionnel (tout comme le langage verbal) et demeure relatif d'une culture à une autre.
Les énoncés linguistiques peuvent se répartir dans diverses classifications selon leur propension à délivrer une information, et suivant les niveaux d’articulation du discours qu’ils échafaudent. Le message linguistique sert à exprimer des idées (présentes ou absentes). Cette aptitude à relier le signe, le mot, le concept et la chose ou l’idée dans des représentations signifiantes arbitraires et abstraites est en l’occurrence purement humaine et n’existe nulle part ailleurs dans le monde animal.